# Liste der geschützten Landschaftsbestandteile im Landkreis Nordhausen
Im Landkreis Nordhausen gab es im Juni 2024 einen ausgewiesenen geschützten Landschaftsbestandteil.

## Geschützte Landschaftsbestandteile
| Hühnerberg                                     | BW | NDH0095 | Nordhausen | ⊙ | 3,16 |  |
| Legende für Geschützter Landschaftsbestandteil |    |         |            |   |      |  |